# Instantbird
Instantbird est un client de messagerie instantanée sous licence libre.
Il s'appuie sur XULRunner (un environnement d'exécution d'applications XUL, le langage de description d'interfaces graphiques de la fondation Mozilla, notamment utilisé pour Firefox et Thunderbird) et libpurple, la bibliothèque open source de Pidgin, afin de proposer le même support de protocoles que ce dernier (AIM, MSN, Yahoo! Messenger, ICQ, IRC, MySpaceIM, Jabber, SIP, Bonjour, Gadu-Gadu, Novell GroupWise, QQ, SILC, SIMPLE, Zephyr, ... la liste complète est disponible ici).
Un des développeurs d'Instantbird, Florian QUÈZE, travaille à l'intégration de la messagerie instantanée dans Thunderbird 
À l'heure actuelle, l'implémentation de la voix et de la vidéo n'est prévue qu'après la version 1.0.